# Lista de episódios de So Weird
Esta é uma lista de episódios da série Disney Channel Original Series So Weird. Em um período de três anos foram produzidas três temporadas, totalizando 65 episódios ao todo.

## Series Overview
| Series | Series | Episodes | Year      |
| ------ | ------ | -------- | --------- |
|        | 1      | 13       | 1999      |
|        | 2      | 26       | 1999-2000 |
|        | 3      | 26       | 2000-2001 |

## Primeira temporada: 1999
| # | Title              | U.S Air Date            | Production code |
| --- | ------------------ | ----------------------- | --------------- |
| 1 | "Family Reunion"   | 18 de janeiro de 1999   | 101             |
| A cantora Molly Phillips está preparando uma seu show em Chigargo num prédio possivelmente mal-assombrado; sua filha, Fiona, investiga a morte de um menino que morreu afogado no acidente do SS Esat land, ele ainda assombra o prédio onde seu corpo foi colocado depois do acidenteHarpo Productions. |                    |                         |                 |
| 2 | "Web Sight"        | 18 de janeiro de 1999   | 102             |
| Alguem manda emails a Fi com matérias de jornais, vídeos que predizem o futuro. |                    |                         |                 |
| 3 | "Memory"           | 25 de janeiro de 1999   | 103             |
| Fiona e os outros visitam uma cidade em Oklahoma onde aparentemente aliens apagaram parte da memória de todos os habitantes da cidade antes de consertarem sua espacionave que caiu na terra uma noite antes de Fiona e os outros chegarem.                                                              |                    |                         |                 |
| 4 | "Sacrifice"        | 1 de fevereiro de 1999  | 104             |
| Após se perder numa floresta, Fiona ajuda a uma criatura parecida com um Pé-Grande ou um ancestral humano e aprende sobre um homem brabo que deu sua vida para salvar a criatura. |                    |                         |                 |
| 5 | "Escape"           | 8 de fevereiro de 1999  | 105             |
| Fi, Jack e Clu visitam um parque de diversões onde eles acham um fantasma que quer brincar pelo parque, mas Fiona descobre que o "fantasma" é na verdade a alma de uma garota que possuie problemas de relacionamento com seus pais e que usa projeção astral para escapar de seus problemas.            |                    |                         |                 |
| 6 | "Simplicity"       | 15 de fevereiro de 1999 | 106             |
| A turma pra em Simplicity, uma cidade onde gremlins estão destruindo qualquer coisa mecânica. |                    |                         |                 |
| 7 | "Angel"            | 22 de fevereiro de 1999 | 107             |
| Fiona acha um homem estranho que fez com que o ônibus de Molly saia da pista possa ser um Anjo da Morte que tenta avisar a ela um aviso muito importante sobre sua nova amiga. |                    |                         |                 |
| 8 | "Strangeling"      | 1 de março de 1999      | 108             |
| Enquano visita sua tia e suas primas gêmeas, Fi acidenalmente dá vida a uma criatura usando um feitiço céltico |                    |                         |                 |
| 9 | "Rebecca"          | 15 de março de 1999     | 109             |
| Molly procura por sua amiga de infância, Rebbeca, que desapareceu misteriosamente anos atrás… e Fiona descobre que a "filha de Rebbeca" é a própria Rebbeca, que pertence a uma familia imortal. |                    |                         |                 |
| 10 | "Tulpa"            | 29 de março de 1999     | 110             |
| Fiona tenta ajudar um garoto que tem um amigo imaginário violento (um tulpa). |                    |                         |                 |
| 11 | "Singularity"      | 5 de abril de 1999      | 111             |
| Clu fica preso numa zona de suspensão do tempo que fica no jardim de um senhor que todos o consideram maluco, entao Fiona tenta salvar Clu e o cachorro do senhor que também está preso na zona de suspensão.                                                                                            |                    |                         |                 |
| 12 | "Lost"             | 12 de abril de 1999     | 112             |
| Fi usa o computador para ajudar uma mulher hospitalizada que está em coma porém sua mente está presa na sua cidade natal na época em que ela entrou em coma. |                    |                         |                 |
| 13 | "Will o' the Wisp" | 23 de abril de 1999     | 113             |
| Em quanto procuram as luzes de Marfa, uma misteriosa bola de luz chamada Bricriu se apossa do corpo de Jack e congela o tempo. A único jeito de descongelar o tempo e tirar o Bricriu de Jack é revelando o nome do Will o' the Wisp ou ele ficará no corpo de Jack para sempre.                         |                    |                         |                 |

## Segunda temporada: 1999-2000
| # | Title               | U.S Air Date            | Production code |
| --- | ------------------- | ----------------------- | --------------- |
| 1 | "Medium"            | 27 de agosto de 1999    | 201             |
| Fiona tenta fazer contato comseu pai morto através de um medium de verdade que passa seu tempo desmacarando mediuns falsos e não tem a intensão de usar seus prórprios talentos. |                     |                         |                 |
| 2 | "Drive"             | 3 de setembro de 1999   | 202             |
| Jack e Clu compram um carro que pertenceu a um homem que morreu dirigia ao hospital para ajudar sua mulher(que teve um ataque cardíaco). Acontece que o carro quer completar sua missão e dirige ele mesmo sempre na direção do hospital.                                                                          |                     |                         |                 |
| 3 | "Siren"             | 10 de setembro de 1999  | 203             |
| Quando Carey se paixona por uma jovem cantora com um bela voz, Fiona descobre que ela é uma sereia (uma figura da mitologia grega que seduz os homens com seu canto) e que está sendo chantageada pela ex-empresária de Molly.                                                                                     |                     |                         |                 |
| 4 | "Nightmare"         | 17 de setembro de 1999  | 204             |
| Fi, Jacke Clu descobrem que eles estão tendo o mensmo pesadelo, todos eles relacionados ao primo de Clu e Carrey e sobrinho de Irene. |                     |                         |                 |
| 5 | "Listen"            | 24 de setembro de 1999  | 205             |
| Molly vai fazer um concerto em uma cidade para a caridade e lá Fiona descobre que todos da cidade tem a habilidadede de ler mentes e descobre que isso pode estar sendo causado pelo trigo que todos comem e que vem de um plantação de trigo que foi marcado por um círculos.                                     |                     |                         |                 |
| 6 | "Mutiny"            | 1 de outubro de 1999    | 206             |
| Clu acha um pedaço de madeira de um navio afundado e Ned é possuído pelo espírito do capitão do navio que estava nela quando este afundou. |                     |                         |                 |
| 7 | "Boo"               | 8 de outubro de 1999    | 207             |
| A noite de Halloween em uma estranha cidade da Nova Inglaterra chamada Rhianmon se torna um pesadelo quando Fiona descobre que os espíritos dos mortos anda durante a noite. |                     |                         |                 |
| 8 | "Werewolf"          | 15 de outubro de 1999   | 208             |
| A gangue se hospedar numa cidadezinha e Fiona suspeita que o animal que está atacando os animais das fazendas locais pode ser um lobisomem. |                     |                         |                 |
| 9 | "Second Generation" | 22 de outubro de 1999   | 209             |
| Fi encontra um jovem rapaz que é realmente o clone do seu pai que é um cientista gênio. |                     |                         |                 |
| 10 | "Oopa"              | 5 de novembro de 1999   | 210             |
| Quando Ted (o gênio da computação que morava Simplicity) está apaixonado por Molly, Fi tem uma oportunidade de examinar um oopa que parece ser um antigo computador de alguma civilização avançada. |                     |                         |                 |
| 11 | "Banshee"           | 12 de novembro de 1999  | 211             |
| Fi teme que um banshee apareceu para anunciar a morte do seu avô. |                     |                         |                 |
| 12 | "Strange Geometry"  | 19 de novembro de 1999  | 212             |
| Fi descobre que no prédio abandonado onde Molly irá gravar seu clip musical existe um portal para o mundo dos espíritos e ela não receia em entrar lá. |                     |                         |                 |
| 13 | "Fountain"          | 10 de dezembro de 1999  | 213             |
| Enquanto a familia se prepara para o Natal, Fiona, deprimida, vai até uma lanchonete dos anos 1950 e toma um sundae que leva ela de volta no tempo quando o seu pai era vivo. |                     |                         |                 |
| 14 | "Fall"              | 7 de janeiro de 2000    | 214             |
| O amigo de infância de Ned, Sam, Ned's childhood friend, Sam, está caindo de alguns lugares, do mesmo jeito que o amido de infância de Ned e Sam morreu em um acidente e que levou a sua morte. |                     |                         |                 |
| 15 | "Destiny"           | 21 de janeiro de 2000   | 215             |
| O Will o' the Wisp que uma vez possuiu Jack retorna e dessa vez possui Molly e mais uma vez confunde a cabeça de Fiona e revela um segredo a ela. |                     |                         |                 |
| 16 | "Blues"             | 11 de fevereiro de 2000 | 216             |
| Fiona descobre que cantor de blues assassinado esta canalizando o mundo mortal quando todo mundo na famila de Fi começa a cantar ou tocar uma de suas músicas que foi feita para revelar indiretamnete seu assassinato.                                                                                            |                     |                         |                 |
| 17 | "Avatar"            | 25 de fevereiro de 2000 | 217             |
| Molly, Jack e Carey são levados ao mundo de realidade virtual por um jovem solitário que está apaixonado por Fi, e ela ela tenta descobrir como tirar eles de lá. |                     |                         |                 |
| 18 | "James Garr"        | 17 de março de 2000     | 218             |
| Fi descobre que o colega de quarto do hospital que Carrey está foi revivido depois de ter sido criogenizado em um experimento. O problema é que sua alma foi embora enquanto seu corpo permaneceu congelado. |                     |                         |                 |
| 19 | "Troll"             | 1 de abril de 2000      | 219             |
| Um troll para a turma em uma ponte e transforma quem não conseguir reponder 7 perguntas feitas por ele em vegetais. |                     |                         |                 |
| 20 | "Fathom"            | 22 de abril de 2000     | 220             |
| Jack acha que o homem que está apaixonado por Molly é um nereu. |                     |                         |                 |
| 21 | "Roswell"           | 6 de maio de 2000       | 221             |
| Fi encontra um mendigo que parece escutar vozes de um artefato de OVINI de Rosswell em 1947. |                     |                         |                 |
| 22 | "Vampire"           | 20 de maio de 2000      | 222             |
| Fioana descobre que um programa de estudo online, OSSN, é na verdade um desfarce para um clã de vampirpos, e eles estão tentendo fazer com que Jack se torne um membro do clube. |                     |                         |                 |
| 23 | "Shelter"           | 3 de junho de 2000      | 223             |
| Quando Fi investiga um abrigo para animais, uma veterinária amante dos cachorros injeta em Fiona um soro que a transforma em uma cachorra. |                     |                         |                 |
| 24 | "Encore"            | 24 de junho de 2000     | 224             |
| Repleta de memórias de Rick e de todas as coisas estranhas que aconteceram durante a turnê, Molly decide terminar a turnê e ir para casa, para o desgosto de Fi. |                     |                         |                 |
| 25 | "Transplant"        | 19 de agosto de 2000    | 225             |
| Fi acha que John(Papai urso) (Um velho amigo da famlilia que apareceu no episódio "Strange Geometry" dirigindo o video clip de Molly)pode ter tido a personalidade alterada por causa um transplante de coração recente e agora se comporta como o antigo dono do coração e perdeu a habilidade de tocar guitarra. |                     |                         |                 |
| 26 | "Twin"              | 19 de agosto de 2000    | 226             |
| O pai de Fiona está tentando se comunicar de além-tumulo através de sua irmã gêmea fraterna e manda uma mensagem para ela o encontrar pessoalmente na cobertura de um edificil. |                     |                         |                 |

## Terceira temporada: 2000 - 2001
Cara DeLizia only appeared in Lightning Rod.
| # | Title               | U.S Air Date           | Production code |
| --- | ------------------- | ---------------------- | --------------- |
| 1 | "Lightning Rod"     | 28 de agosto de 2000   | 301             |
| Fiona decide morar com sua tia durante o ano letivo para tentar esqueçer as coisas paranormais e viver uma vida normal, mas ela recebe outra visita do Will o' the Wisp Briciu, ao mesmo tempo que Annie Thelen, uma amiga de familia junta-se a turnê. Fi aprende que Annie tem uma aura sobrenatural ao redor dela também, especialmente quando Bricriu menciona que ela é protegida. |                     |                        |                 |
| 2 | "Talking Board"     | 7 de setembro de 2000  | 302             |
| Annie e seus amigos brincam com um tabuleiro Ouija que parece ser capaz de prever o futuro. |                     |                        |                 |
| 3 | "Detention"         | 14 de setembro de 2000 | 303             |
| Durante uma visita a ex-colégio de Molly, Jack e Annie voltam no tempo por um estranho relógio que colocam eles na detenção de classe dos anos 1970. |                     |                        |                 |
| 4 | "Eddie's Desk"      | 21 de setembro de 2000 | 304             |
| Ainda em Hope Springs, Annie encontra o fantasma de um garoto. Enquanto isso, Clu volta para casa da faculdade para uma visita. |                     |                        |                 |
| 5 | "Voodoo"            | 28 de setembro de 2000 | 305             |
| Annie e a turma encontram uma antiga amiga de Annie, que amaldiçoa Molly (e Annie acidentalmente) atravez de voodoo. |                     |                        |                 |
| 6 | "Banglebye"         | 5 de outubro de 2000   | 306             |
| Todas as crianças de uma cidade se tornam obcecadas por um novo video game, mas Annie e Carey logo descobre que o video game foi feito para fazer lavagem cerebral nas crianças para elas se comporatarem educadamente. |                     |                        |                 |
| 7 | "Rewind"            | 12 de outubro de 2000  | 307             |
| Molly para em um estúdio de gravação que pertence a uma mulher que usa seus equipamentos de gravação para roubar o talento musical dos outros e transferiar para sua filha que não acha certo ela fazer isso. Enquanto isso, Annie descobre, ao colocar sua música ao contrario uma mensagem estranha em um idioma nativo de tribos indigenas da America do Sul.                        |                     |                        |                 |
| 8 | "Exit 13"           | 19 de outubro de 2000  | 308             |
| Numa parada para descanso, em direção as Cataratas do Niagara, Annie compra uma misteriosa pedra de um homem chamado Ziegler e aprende do jeito mais dificil que a pedra tras má sorte para quem a possuir e faz com que as pessoas fiquem repetindo o tempo, repetindo a mesma parada para descanso várias vezes.                                                                      |                     |                        |                 |
| 9 | "Carnival"          | 2 de novembro de 2000  | 309             |
| Enquanto visitam um circo, Molly, Jack, Irene, Carey e Ned são sequestrados, sofrem lavagem cerebral para se transformarem em estrelas da Casa das Aberrações e Annie tenta procurar uma maneira quebrar o feitiço. |                     |                        |                 |
| 10 | "Earth 101"         | 9 de novembro de 2000  | 310             |
| Annie encontra dois alienígenas estudando os humanos para saber o porquê dos seres humanos fazerem o Dia de Ação de Graças e Molly os outros acabam se atrasando para o jantar de Ação de Graças que Fiona está a espera por eles. |                     |                        |                 |
| 11 | "Beeing There"      | 16 de novembro de 2000 | 311             |
| A caminho do seu próximo concerto, a turma para numa cidade chamada Hiveburg onde as pessoas agem como abelhas. |                     |                        |                 |
| 12 | "Changeling"        | 7 de dezembro de 2000  | 312             |
| Annie, Jack e Clu estão sendo babás dos filhos da amiga de Molly porém um dos bebês é trocado por bebê de duas estranha criatura. |                     |                        |                 |
| 13 | "Snapshot"          | 14 de dezembro de 2000 | 313             |
| Annie encontra um fotógrafa ambiciosa de quem a câmera dela tem roubado a alma dos cidadãos da cidade e colocado elas em fotografias. |                     |                        |                 |
| 14 | "Still Life"        | 21 de dezembro de 2000 | 314             |
| Molly compra um quadro que tem a capacidade de sugar todo mundo para dentro dele e Annie descobre que o pintor que o quadro entrou nele para escapar do mundo real. |                     |                        |                 |
| 15 | "Grave Mistake"     | 2 de março de 2001     | 315             |
| Uma velha amiga dos Philipps, Margaret, os visitam e tras com ela um fantasma de seu marido que insiste em dizer a ela que ela está morta. |                     |                        |                 |
| 16 | "Pen Pal"           | 16 de março de 2001    | 316             |
| Quando dois universos paralelos colidem, Annie pede a ajuda de Fi para corrigir essa colisão e aprende que apenas uma Annie pode sobreviver neste mundo e deve lutar por seu legítimo universo. |                     |                        |                 |
| 17 | "The Muse"          | 6 de abril de 2001     | 317             |
| Molly vai até o lugar onde ela conheçeu Rick para achar sua musa pois ultimamente ela está sem inpiração e Annie encontra Quinn, um jovem rapaz que diz ser a musa de Molly e pode dar a ela inpiração para fazer qualquer coisa criativa. |                     |                        |                 |
| 18 | "The Great Incanto" | 4 de maio de 2001      | 318             |
| Depois de dar carona a um jovem mágico, Annie descobre que ele roubou a bolsa do seu mestre de mágica que a usava para fazer maldades e agora o Grande Encanto quer ela de volta a qualquer custo. |                     |                        |                 |
| 19 | "Meow"              | 11 de maio de 2001     | 319             |
| Quando visitam um museu egiptico. Annie encontra uma gata que uma vez pertenceu a uma princesa egípcia, que agora quer sua amada gata de volta. |                     |                        |                 |
| 20 | "Widow's Walk"      | 8 de junho de 2001     | 320             |
| Uma senhora que esprou cinqenta anos para ver seu marido de volta deseja que ela fosse mais jovem de novo e acaba voltando a ter 24 anos enquanto Annie deseja ser mais velha para ter os mesmos privilégios que Jack e Carey e acaba tendo a mesma idade que a senhora. |                     |                        |                 |
| 21 | "Babble"            | 29 de junho de 2001    | 321             |
| Na escola, Annie descobre que um aluno novato possui uma pedra, que um dia pertenceu a Torre de Babel, que faz com que as pessoas falem idimoas desconhecidos. |                     |                        |                 |
| 22 | "Gone Fishin'"      | 10 de agosto de 2001   | 322             |
| Já que Molly está de férias, Irene levam Annie e Jack em uma viagem de pescaria onde Annie descobre que o lago costumava ser o local de uma cidade que foi alagada e uma dos cidadãos da cidade se transformou numa criatura do mar que ataca as pessoas que vão até sua nova cidade.                                                                                                   |                     |                        |                 |
| 23 | "Mr. Magnetism"     | 17 de agosto de 2001   | 323             |
| Durante uma feira de ciências da escola, Annie encontra um garoto problemático que tem o poder do magnetismo e usa isso para perturbar as outras crianças. |                     |                        |                 |
| 24 | "Dead Ringer"       | 24 de agosto de 2001   | 324             |
| Alone in the house, Jack believes he's being haunted by his dead neighbor over something he did when he was six years old. |                     |                        |                 |
| 25 | "Annie's Song"      | 7 de setembro de 2001  | 325             |
| Durante uma visita a um sítio arqueológico nativo americano, Annie encontra um pagé que mostra a Annie o seu passado, revelando a razão do porquê da pantera negra ser seu espírito protetor. |                     |                        |                 |
| 26 | "The River"         | 28 de setembro de 2001 | 326             |
| Ziegler da Saída 13 dá a Annie um pacote, que contem um feitiço que faz com que todos percam suas memórias sobre Annie. Annie tenta refresca a memória de todos lembrando das aventuras que eles tiveram durante a turnê. |                     |                        |                 |